# Slepé rameno (České Budějovice)
Slepé rameno (též označované jako Slepé rameno Malše nebo Slepé rameno Vltavy) je uměle zaslepené říční koryto související se soutokem řek Malše a Vltavy v Českých Budějovicích. Až do roku 1930 jím protékala Vltava. Pravý břeh tvoří Zátkovo nábřeží s historickými hradebními prvky, levé Sokolský ostrov. Břehy spojuje lávka navazující na průchod Solní brankou v místě nazývaném Na Vraždě.

## Změny v tocích řek
Od středověku bylo současné rameno Vltavy v oblasti mezi jižním cípem Sokolského ostrova a parkem Dlouhá louka (sportovní halou) přepaženo jezem (u Kapucínské valchy, dnes domy Stromovka 706/2 a 707/3) a k soutoku Malše s Vltavou docházelo u hradební věže Železná panna. Tudy voda obou řek (od soutoku již Vltava) procházela současným Slepým ramenem podél městského opevnění a kláštera, kde poháněla mlýny a zásobovala další provozy. Toto řešení nebylo ideální z hlediska záplav, neboť jak povodně na Vltavě, tak i povodně na Malši, měly kvůli spojení řek do společného koryta těsně před hradbami za následek zaplavení města. Historické záznamy uvádí více než 25 velkých povodní, z toho je ve třinácti případech zmiňováno užití loděk k dopravě po městě. Definitivním impulzem pro úpravu soutoku se staly extrémní povodně v letech 1888 a 1890 (Vltava průtok 810 m³/s, Malše 424 m³/s). Přípravu nové regulace ale odložila první světová válka. Další povodeň v roce 1925 urychlila provedení nového regulačního projektu z roku 1923, který byl realizován v letech 1927–1931. Stávajícím Slepým ramenem přestala Vltava téct v roce 1930.

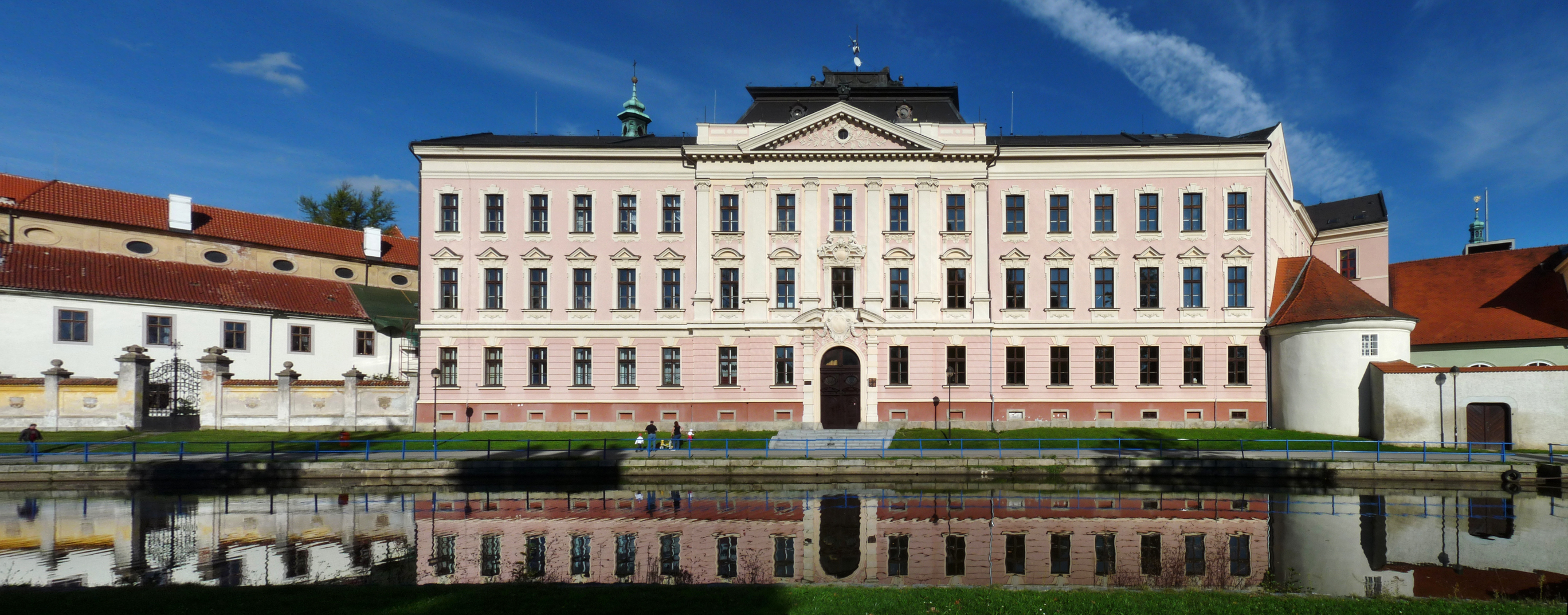
Průčelí gymnázia Česká bylo orientováno podle Hackova regulačního plánu směrem do nerealizované ulice

### První záměr regulace
Plán regulace z roku 1896 počítal s napřímením (dosud existujícího) meandru Vltavy mezi současným zimním stadionem a sportovní halou a vedením toku Malše přes část Sokolského ostrova, čímž by se oproti současnému stavu soutok posunul zhruba o 200 metrů dále po proudu. Koryto v oblasti dnešního Slepého ramene mělo zcela zaniknout. S ohledem na Hackův regulační plán města se počítalo s jeho zavezením a výstavbou luxusní čtvrti či ulice v této lokalitě. Dochovaným dokladem tohoto nerealizovaného záměru je orientace průčelí budovy gymnázia Česká směrem na nábřeží, kde architektonický návrh počítal s ulicí. Proti záměru se postavili majitelé domů, pozemků a Klub za staré Budějovice. Společně požadovali zachování řeky. V důsledku toho došlo k přepracování plánu. Vznik Slepého ramene byl kompromisním řešením.

### Realizovaný záměr regulace

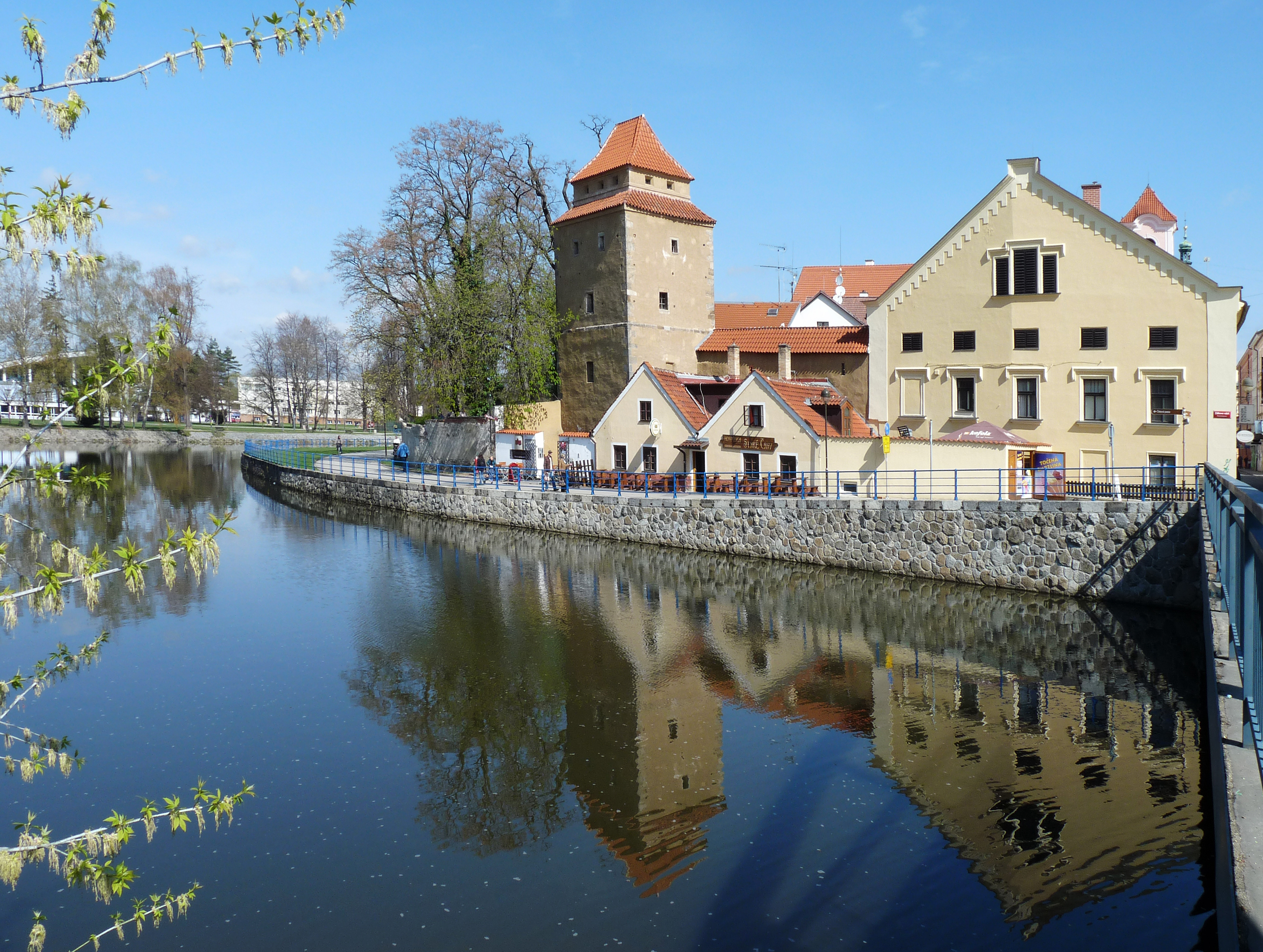
Oblast původního soutoku u Železné panny

Během regulace 1927–1931 se soutok přesunul do oblasti mezi jižní cíp Sokolského ostrova a současnou sportovní halu. Těsně před soutokem obou řek vznikl násep v podobě špičatého výběžku později nazývaného Na Špici nebo Na Cípu, kde (záměrem roku 1928 založené Jihočeské astronomické společnosti) došlo ke stavbě v roce 1937 otevřené hvězdárny. Původní rameno řeky vedoucí podél hradeb bylo před budovou Předního mlýna zaslepeno širokou zemní hrází, kterou probíhá technický proplach v podobě litinového potrubí s uzávěrem. Pokračující část původního koryta byla upravena a odvádí vodu Mlýnské stoky do současného koryta Vltavy. Z jezu, který vzdouval vodu pro mlýny, se stala část levého břehu Slepého ramene (u atletického stadionu). V srpnu 1930 zanikl jez u Valchy, v důsledku čehož přestala korytem stávajícího Slepého ramene proudit voda Vltavy, která poklesla o 1,5 metru. 12. listopadu 1930 byly spuštěny bubny Jiráskova jezu, čímž došlo ke vzdutí hladiny na současnou úroveň a souvisejícímu napuštění Slepého ramene vodou Malše.

## Využití

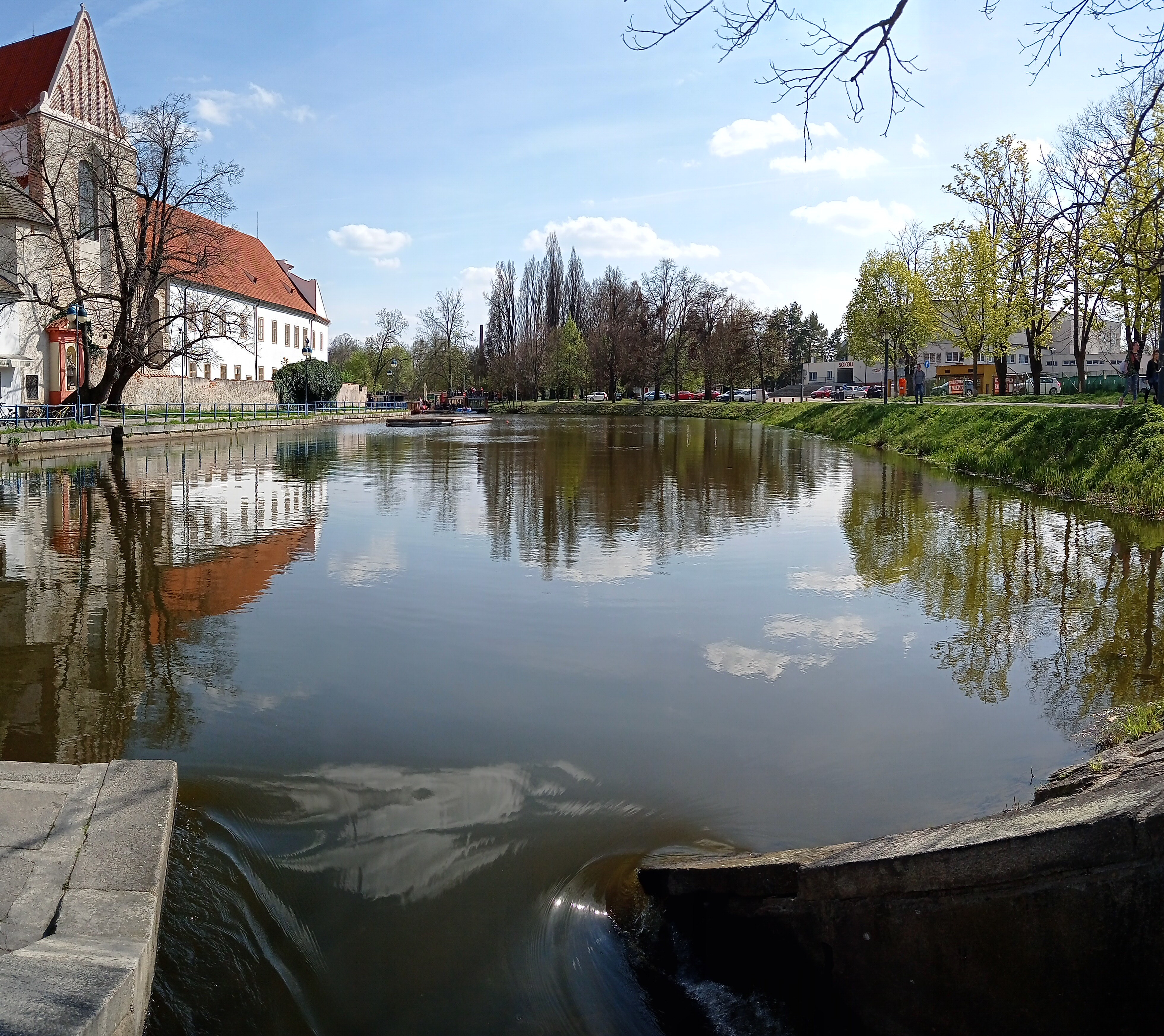
Pohled od odtoku

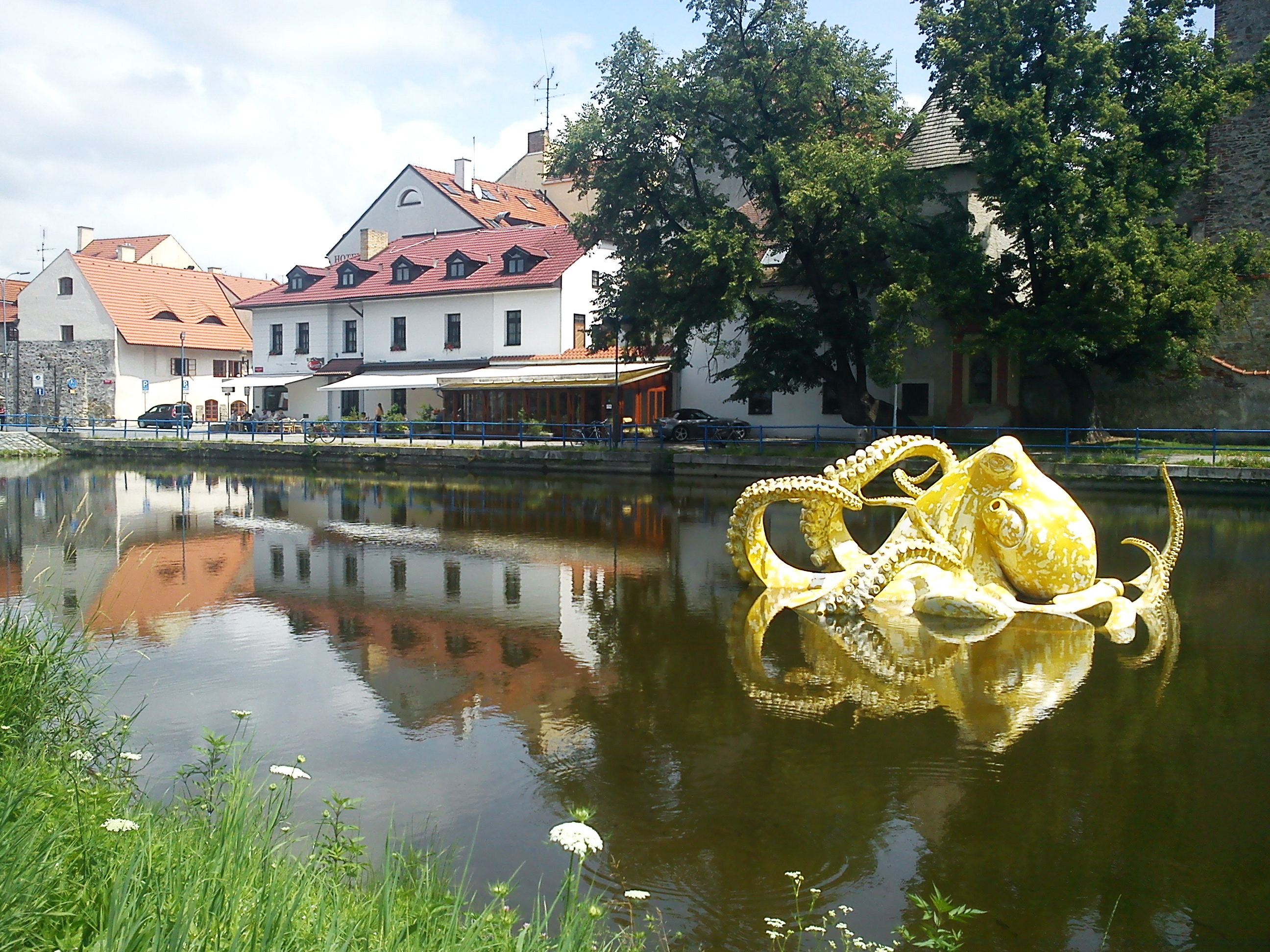
Slepé rameno s Eliškou

Jižně exponovaná místa u Slepého ramene byla od středověku využívána k pěstování teplomilné vegetace. Při jižní zdi budovy konventu pěstovali mniši vinnou révu, u jižní stěny tělocvičny pěstoval školník Wölfl meruňky. V rámci projektu Česká kvete nahradili studenti v roce 2014 travnaté pásy mezi Gymnáziem Česká a Slepým ramenem bylinkovými záhony. Roste na nich levandule lékařská (Lavandula angustifolia), saturejka horská (Satureja montana), třapatka nachová (Echinacea purpurea), meduňka lékařská (Melissa officinalis), dobromysl obecná (Origanum vulgare), šanta kočičí (Nepeta cataria), rozchodník nachový (Sedum telephium), kontryhel obecný (Alchemilla vulgaris) a šalvěj lékařská (Salvia officinalis). V jihozápadně exponované Biskupské zahradě jsou od éry rokoka pěstovány byliny, dříve byla také využívána k letnění palem a jiných subtropických rostlin.

### Před zaslepením
Lokace města byla vytyčena u soutoku řek, které sloužily jako přírodní bariéra a zvyšovaly obranyschopnost města. Krátce po jeho založení byl (u konce současného Slepého ramene) při pravém břehu Vltavy založen Dvorní neboli Přední mlýn (budova posledního mlýna v tomto místě existuje dosud jako hotel Budweis) a později (na levém břehu) Malý mlýn. Za nimi stál ještě tzv. Zadní mlýn, ale ten poháněla voda Mlýnské stoky. Řeku dále využívala solnice v České ulici (založená 1564), která měla pro účel vykládky vlastní přístup k vodě. V roce 1899 byla nad jezem Předního mlýna zřízena sokolská plovárna. Břehy se využívaly k bělení prádla. V době voroplavby sloužil úsek za klášterem k parkování vorů. Cesta do Prahy trvala 45 hodin a přes zemské nařízení z roku 1890, že se na vorech smí převážet pouze dřevo a produkty z něj vyrobené, bylo touto cestou v roce 1908 do Prahy dovezeno 6 028 620 vajec, 345 hus, 508 kachen, 212 slepic, 465 zajíců a kůzlat, 6180 kuřat, 73 metrických centů másla a 72 metrických centů brambor.

### Po zaslepení
Do Slepého ramene byl svržen mohutný hákový kříž stržený 5. května 1945 z budovy radnice. Před rokem 1946 vzniklo na Slepém rameni přírodní kluziště HC Stadionu s tribunami pro 2000 diváků a nabídkou občerstvení (například pečené kaštany). Po roce 1990 se plánovaly různé akce a atrakce jako umělecká kovárna, obnova zaniklé Rybářské brány nebo zvedací most na Sokolský ostrov. Nebyly realizované. Vzniklo pouze přístaviště Sokolský ostrov. Od roku 2005 je v průběhu letní sezóny pořádán festival Múzy na vodě. Roku 2012 byla do Slepého ramena v rámci akce Umění ve městě instalována chobotnice Eliška. V roce 2017 schválilo město tříletý provoz kavárny umístěné na vodní hladinu. Roku 2019 začalo město odstraňovat zábradlí na pravém břehu ramene. Tento krok odůvodňovalo zájmem lidí, kteří se pro odstranění vyslovili v městské anketě. Podle ankety připravené zpravodajským portálem iDNES však s odstraněním zábradlí většina hlasujících nesouhlasila. V lednu 2022 bylo v Českých Budějovicích rozmístěno šest menších a tři velké hmyzí hotely, z toho jeden velký u bylinkových záhonů gymnázia Česká.

## Lávka
V poslední čtvrtině 20. století byl Sokolský ostrov se Solní brankou (a nábřežím) propojen lávkou. Roku 2002 byla původní lávka nahrazena novou. Během rekonstrukce zahájené 23. září 2024 byl zjištěn havarijní technický stav, který si vyžádal odvezení lávky a dočasnou náhradu pontonovým mostem. Po rozsáhlé rekonstrukci se na místo vrátila v květnu 2024. Znovuotevřena byla 9. května 2025 ve 20:00 hodin, plánována byla účast světícího biskupa Pavla Posáda. Nakonec se namísto Pavla Posáda akce účastnil biskup Vlastimil Kročil.

## Pamětihodnosti
- hradební věž Železná panna
- Biskupská zahrada
- Otakarka
- Solní branka
- Solnice v České ulici
- Kruhová bašta
- Dominikánský klášter
- kostel Obětování Panny Marie
- Polygonální bašta
- klasicistní výklenková kaple s kamennou barokní sochou svatého Jana Nepomuckého z roku 1708
- Solnice
- hotel Budweis
- původní jez dochovaný v levém břehu Slepého ramene